# 莎拉·拉尔森
莎拉·瑪麗亞·拉尔森（瑞典語：Zara Maria Larsson，發音：[ˈsɑːra maˈriːa ˈlɑːʂɔn] ⓘ，1997年12月16日—），瑞典歌手及詞曲作家。她在贏得瑞典版《達人秀》的第二季《Talang Sverige》冠軍後一舉成名。莎拉於2010年與音樂公司TEN音樂集團簽約，並在2013年1月推出她的首張迷你專輯《Introducing》。這張專輯中的單曲〈Uncover〉更登上瑞典及挪威榜冠軍。2013年2月，她的單曲〈Uncover〉獲瑞典環球唱片認證為白金單曲。專輯《Introducing》則在2013年7月被認證為三白金專輯。莎拉也在2013年4月與美國的史詩唱片簽下一份三年合約。
2016年献唱法国歐洲足球錦標賽开闭幕式。
第二张专辑《潮級讚》于2017年3月17日，位列英国专辑排行榜第7位。专辑使她在国际市场取得的突破，诞生了多首冠军单曲，包括〈精彩人生〉、〈Never Forget You〉、〈不是我的錯〉和与潔淨的盜賊合作的单曲〈愛的交響樂〉。专辑大获成功后，拉尔森与洁净的盗贼和紅髮艾德展开进行，期间也发行了一大堆单曲，包括欧洲金曲〈摧毁我的人生〉（2018）和〈實話實說〉（2020）。
拉尔森获得多项大奖和提名，包括四项格莱美奖、五项GAFFA大奖、3项MTV歐洲音樂大獎和3项尼克频道儿童选择奖。

## 早年生活
1997年12月16日，拉尔森出生於瑞典斯德哥爾摩省索爾納市。母親是一位無護理執照輔助員，父親為一位軍人。莎拉有一位比她小三歲的妹妹漢娜（Hanna）。她曾透露在她七歲前有尿失禁，使她必須長時間使用尿布。莎拉曾就讀古貝根學校（Gubbängsskolan），並在三年級時至瑞典皇家芭蕾舞學校學習芭蕾舞。她很早就開始唱歌，但卻決定不至阿道夫·弗雷德里克音樂學校就讀，因為她不喜歡在合唱團唱歌的感覺。她在九年級時進入Kulturama藝術學校就讀，她表示進入一個新的環境讓她更加了解這個世界、社會問題及性別角色。

## 職業生涯

### 2007－11年：職業生涯的開端

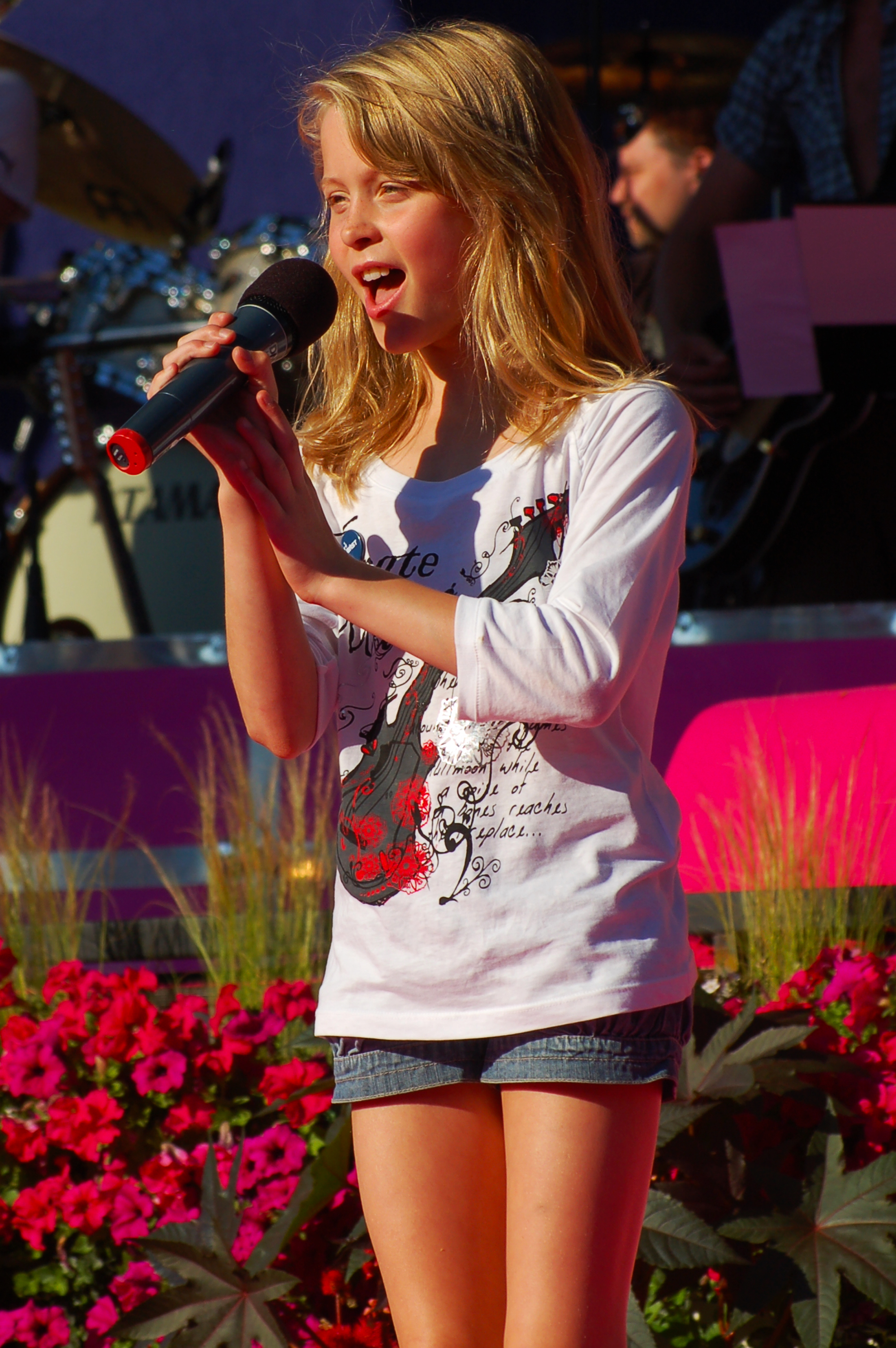
2008年7月26日，10歲的拉尔森參加位在蒂沃尼遊樂園的電視節目《Sommarkrysset》

拉尔森於2007年參加英國《達人秀》的瑞典版《Talang》進到決賽。2008年，年僅10歲的拉尔森贏得冠軍，並獲得50萬瑞典克朗的獎金。《我心永恆》也成為了拉尔森的首支單曲。在YouTube上，她的決賽表演影片已經有超過1500萬次的觀看數。

### 2012－14年：《1》的突破

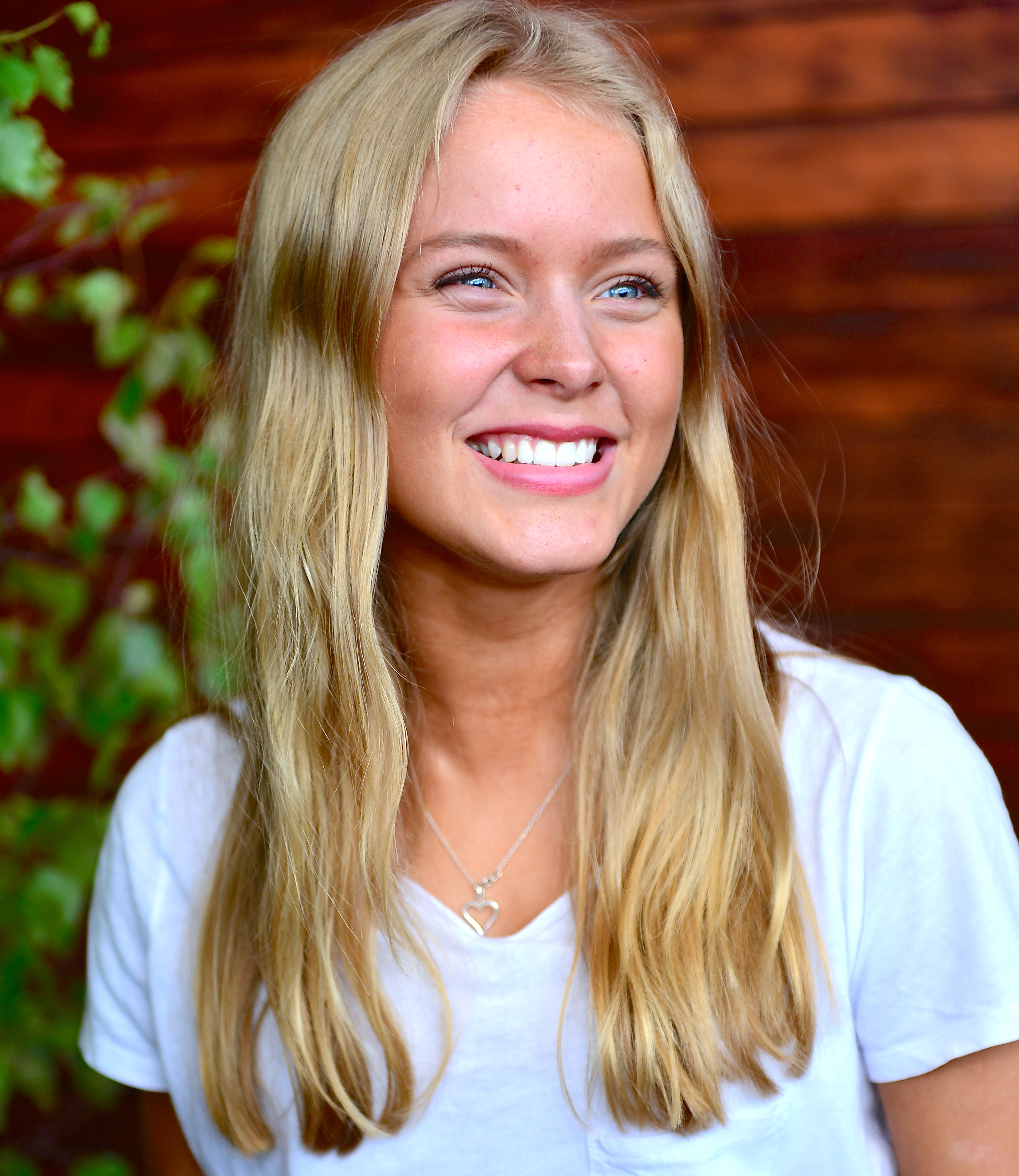
莎拉·萊森於2013年6月的《歡唱斯堪森》

雖然拉尔森在贏得冠軍四年內鮮少登上新聞版面，但她仍在2012年與TEN音樂集團簽下歌手合約並發行了首張迷你專輯。拉尔森的首張EP名為《Introducing》，在2012年12月9日於YouTube上傳的〈Uncover〉預告後，便已透露了這張專輯的發行。這張專輯於2013年1月21日推出，收錄包含主打單曲〈Uncover〉等的5首歌曲。專輯隨後登上瑞典音樂榜Sverigetopplistan及DigiListan冠軍，並在挪威及丹麥地區分別取得第一及第三的成績。2013年2月25日，這首主打歌曲獲瑞典環球唱片認證為白金單曲，並在YouTube上有超過5000萬次點擊。2013年7月，拉尔森在蒂沃尼遊樂園的電視節目《Sommarkrysset》接受她首張EP《Introducing》的三次白金認證。
2013年3月27日，拉尔森發布〈She's Not Me (Pt. 1)〉的預覽版本，並透露了下一張迷你專輯的發行。這張名為《Allow Me To Reintroduce Myself》的迷你專輯於2013年7月5日發行，其中收錄五首歌曲。專輯中的單曲〈She's Not Me〉（包含〈She's Not Me (Pt. 1)〉及〈She's Not Me (Pt. 2)〉）早先於6月25日推出。
2013年4月3日，拉尔森在部落格上透露她已與美國的史詩唱片簽下一份三年合約。
2014年10月1日，拉尔森發行她的首張錄音室專輯《1》，並收錄《Introducing》及《Allow Me to Reintroduce Myself》兩張迷你專輯中的歌曲：〈Uncover〉與〈She's Not Me (Pt. 1 & 2)〉。這張專輯在瑞典取得白金唱片認證。

### 2015年至2017年：《潮級讚》與邁向國際

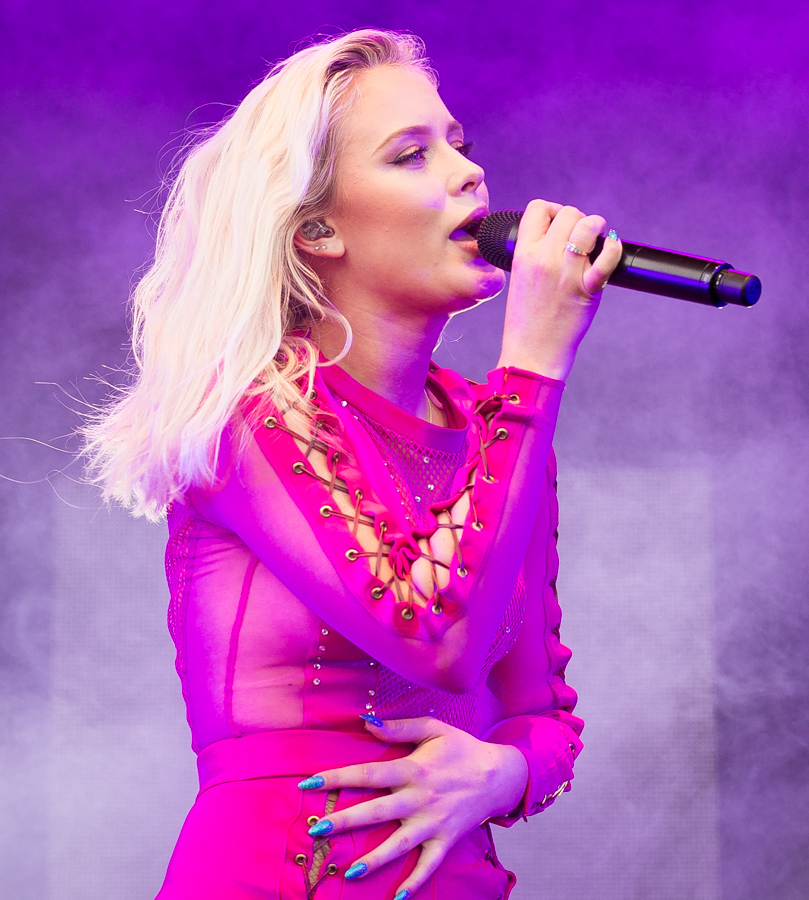
萊森於挪威拉爾維克，攝於2016年7月

2015年6月5日，拉尔森發行她第二張錄音室專輯中的首支單曲〈精彩人生〉。這首歌曲成為她的第二支冠軍單曲，並在瑞典取得五白金認證。這首歌也在澳洲、丹麥、挪威、荷蘭、瑞士、比利時、德國及奧地利登上排行榜前五名。
2015年7月22日，拉尔森與葛萊美提名的英國歌手MNEK合作，推出一支名為〈Never Forget You〉的單曲。這首歌曲登上瑞典排行榜冠軍，於英國名列第五，澳洲名列第三，並登上瑞典Spotify榜冠軍。這首歌曲也在瑞典取得三白金認證。2016年2月，天霸泰尼推出一支與拉尔森合作的單曲〈Girls Like〉。2016年5月，大衛·庫塔推出與拉尔森合作的2016年歐洲盃主題曲〈為你而戰〉。
2016年9月1日，拉尔森發行她第二張錄音室專輯中第三支單曲〈不是我的錯〉。2016年10月22日，拉尔森被時代雜誌票選為「2016年最具影響力的30位青少年」。
2016年11月11日，拉尔森推出單曲〈I Would Like〉用來推銷未發行的專輯。
2017年1月26日，拉尔森與美國饒舌歌手Ty Dolla Sign合作，發行第四支單曲〈多美好〉，這首歌曲收錄在同名專輯裡。她的專輯《潮級讚》於2017年3月17日發行。當中收錄與英國樂團潔淨的盜賊合作的單曲〈交響曲〉則是蟬連了二週的英國音樂排房榜榜首。专辑收录了〈太陽下山〉和〈愛的交響樂〉两首分别与Wizkid和潔淨的盜賊合作，其中后者与专辑发行当天以单曲形式发行，是拉尔森在母国获得的第五首冠军单曲，也是在英国的第一首冠军曲。专辑是拉尔森在瑞典的第二张冠军专辑，另外在澳大利亚、丹麦、芬兰、荷兰、新西兰、挪威和英国进入前十。
2017年5月12日，拉尔森发布专辑第六首单曲〈不要犯錯〉的音乐视频；2017年8月11日，第七首单曲〈只有你〉发行。

### 2017年至今：第三张录音室专辑

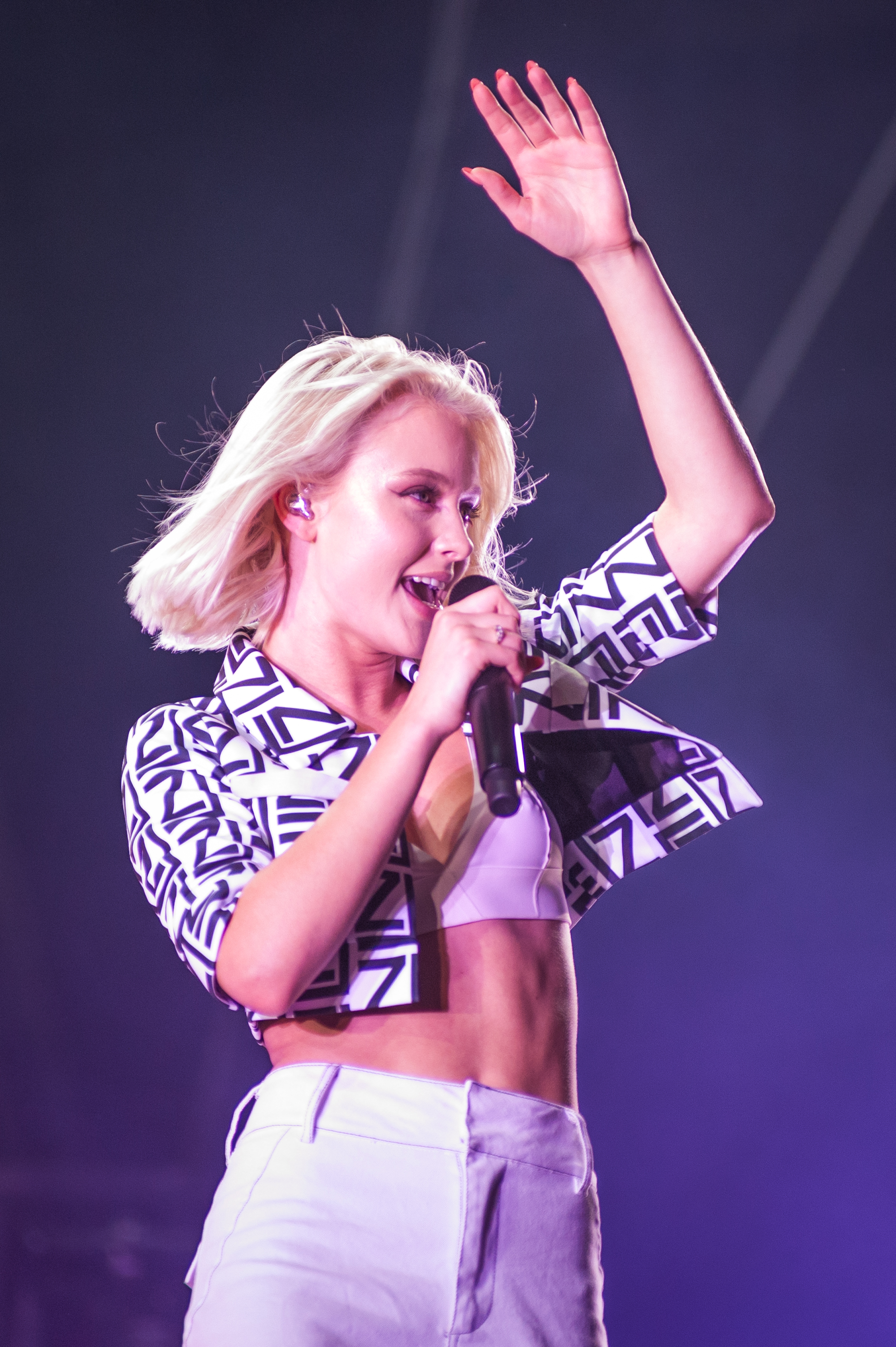
2018年7月在伊洛岛摇滚节表演。

2017年9月，拉尔森在采访中宣布开始第三张录音室专辑的创作，并表示已与MNEK创作了两首新歌。2017年12月11日，拉尔森与美国歌手约翰传奇合作，再度献唱诺贝尔和平奖演唱会。
2018年1月，拉尔森入选福布斯30位30岁以下欧洲精英榜娱乐类榜单。
2018年9月，拉尔森宣布第三张专辑的主打单曲〈摧毁我的人生〉，歌曲与音乐视频于2018年10月18日发行。歌曲在全球取得成功，在美国和英国基本达到金唱片销量认证门槛，同时在荷兰夺得冠军。2019年，她先后为新专辑发行了单曲〈不用担心我〉、〈Wow〉、〈无时不刻〉。
2019年1月，客串意大利说唱歌手、歌手和词曲作者费德玆。2019年11月8日，拉尔森的下一首单曲、Netflix首部原创动画《克劳斯：圣诞节的秘密》主题曲〈Invisible〉于电影上线当天发布。
2020年3月，拉尔森与美国说唱歌手泰加、凯戈合作的单曲〈實話實說〉发行。歌曲表现平平，在瑞典、新西兰和挪威跻身前5。
2020年5月，她在Twitter宣布即将拍摄专辑封面，同时在另一条推文宣布正为两首新歌拍摄视频，新专辑即将发行。
2020年6月，透过Instagram宣布单曲〈爱情乐园〉。歌曲和音乐视频于7月10日发行。当天她接受瑞典廣播電台采访时，宣布新专辑将在2020年夏季之后发行。

## 争议

### 失言
拉尔森自称是碧昂丝的歌迷、女性主义者，是跟她一样的“社运分子”。她在采访中承认社交媒体和父母使得她养成了敢言的态度：“我的父母都受过很良好的教育，特别是在谈到社会议题和对世界发生的事情‘觉醒’的时候，他们非常支持我发表观点”。拉尔森表示她的女权主义受到“许多的仇视”，其中有人说她“仇视男性”。然而拉尔森接受了这个标签，并表示自己“不在乎”，因为“仇视男性也不会真的伤到他们”。

### 与华为的联系
2019年3月，拉尔森开始为中国科技公司华为做广告代言。双方的合作被中国人权事务专家及其他人批评，指华为与独裁专制的中华人民共和国政府联系密切，在人权等事务上有污点。最终双方于2020年终止合作关系。拉尔森在接受瑞典电视四台采访时表示中国不是一个友善的国家，不支持他们的所作所为，又表示之前与华为的合作阻碍到她就新疆穆斯林被拘禁及香港所受政治侵害采取更强硬的立场。

## 艺术风格

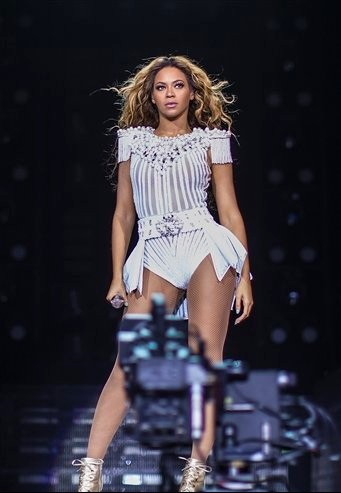
拉尔森自称受碧昂絲的影响最深。

拉尔森是流行歌手，曾试验过电子流行、浩室 和舞曲，另外还有R&B的影子。
拉尔森表示碧昂丝跟她的音乐影响最大。其他影响她的瑞典艺人包括蘿蘋、塞纳博·西、萨宾娜·邓巴，以及姐姐汉娜和她所在的新灵魂乐乐队Lennixx。其他影响她的海外艺人有蕾哈娜、威肯、杰斯、爱莉安娜·格兰德、洁妮·爱子和Lady Gaga。母亲在她小的时候听惠特妮·休斯顿、伊特·珍、席琳·狄翁和艾瑞莎·弗蘭克林的歌。

## 音樂作品

### 錄音室專輯
- 《1（英语：1 (Zara Larsson album)）》（2014年）
- 《潮級讚（英语：So Good (Zara Larsson album)）》（2017年）
- 《Poster Girl（英语：Poster Girl (Zara Larsson album)）》（2021年）

### 原聲帶
- 《A Brand New Day》(與南韓團體防彈少年團合作)(2019年)

## 影視作品

### 電影
| 年份 | 中文譯名       | 原文片名      | 角色            | 備註        |
| ---- | -------------- | ------------- | --------------- | ----------- |
| 2024 | 《借借妳人生》 | En del av dig | 茱莉亞（Julia） | Netflix原創 |

## 獎項
| 年份   | 獎項            | 類別             | 作品               | 結果 |
| ------ | --------------- | ---------------- | ------------------ | ---- |
| 2013年 | 外套熊          | 最佳女歌手       | 本人               | 獲獎 |
| 2013年 | 外套熊          | 年度突破獎       | 本人               | 獲獎 |
| 2014年 | Gaygalan        | 年度最佳瑞典歌曲 | 〈Uncover〉        | 提名 |
| 2014年 | 瑞典葛萊美獎    | 年度歌曲         | 〈Uncover〉        | 提名 |
| 2014年 | 兒童票選獎      | 最受歡迎瑞典明星 | 本人               | 提名 |
| 2014年 | 外套熊          | 最佳女歌手       | 本人               | 獲獎 |
| 2015年 | 瑞典葛萊美獎    | 年度歌曲         | 〈Carry You Home〉 | 提名 |
| 2015年 | 兒童票選獎      | 最受歡迎瑞典明星 | 本人               | 提名 |
| 2015年 | 外套熊          | 最佳女歌手       | 本人               | 獲獎 |
| 2015年 | 外套熊          | 最佳粉絲         | 莎拉·拉尔森粉絲    | 提名 |
| 2015年 | 外套熊          | 特別獎           | 本人               | 獲獎 |
| 2015年 | MTV歐洲音樂大獎 | 最佳突破藝人     | 本人               | 提名 |
| 2015年 | MTV歐洲音樂大獎 | 最佳瑞典藝人     | 本人               | 提名 |

## 外部連結
- 莎拉·拉尔森的Facebook專頁
- 莎拉·拉尔森 （页面存档备份，存于）的官方部落格
- YouTube上的莎拉·拉尔森頻道